# Jeremy Lusk
Jeremy Lusk, född 26 november 1984 i San Diego i Kalifornien, död 10 februari 2009 i San José i Costa Rica, var en amerikansk motorcyklist inom grenen Freestyle Motocross. Lusk var medlem i gruppen Metal Mulisha.
Jeremy Lusk vann guld och silver på X Games 2008 och en bronshjälm i Moto X World Championships 2008.

## Meritlista
- 2008 X Games Mexico, Moto X Best Trick, Guld
- 2008 X Games: Moto X Best Trick, Silver; Moto X Freestyle, Guld
- 2008 Red Bull X Fighters, tredje plats
- 2008 Moto X World Championships Moto X Freestyle, Brons
- 2007 AST Dew Tour, tredje plats

## Död
Den 7 februari 2009 kraschade Lusk samtidigt som han försökte landa en "Heart Attack lookback indian air backflip" i en freestylemotocrosstävling i San José i Costa Rica. Han ådrog sig skallskador, allvarlig hjärnskada och en eventuell ryggmärgsskada. Han placerades i konstgjord koma på sjukhuset för att kroppen skulle kunna läka, men skadorna var för allvarliga, och den 10 februari 2009 avled Lusk.
Vid tiden för sin död bodde Jeremy Lusk i Temecula i Kalifornien. Han efterlämnade hustrun Lauren.
Jeremy Lusk lät tatuera orden "In God's Hands" på bröstet ett par veckor före sin död.